# Bilan saison par saison des Sabres de Buffalo
Les Sabres de Buffalo sont une franchise de la Ligue nationale de hockey en Amérique du Nord depuis l'expansion de la LNH en 1970. Cette page retrace les résultats de l'équipe depuis cette première saison.

## Résultats
| Saison           | PJ             | V              | D              | N              | DP             | DTB            | BP             | BC             | Pts            | Classement              | Séries éliminatoires                               | Entraîneur                           |
| ---------------- | -------------- | -------------- | -------------- | -------------- | -------------- | -------------- | -------------- | -------------- | -------------- | ----------------------- | -------------------------------------------------- | ------------------------------------ |
| 1970-1971 détail | 78             | 24             | 39             | 15             | —              | —              | 217            | 291            | 63             | 5e, division Est        | Non qualifiés                                      | Punch Imlach                         |
| 1971-1972        | 78             | 16             | 43             | 19             | —              | —              | 203            | 289            | 51             | 6e, division Est        | Non qualifiés                                      | Punch Imlach Floyd Smith Joe Crozier |
| 1972-1973        | 78             | 37             | 27             | 14             | —              | —              | 257            | 219            | 88             | 4e, division Est        | 2-4 Canadiens                                      | Joe Crozier                          |
| 1973-1974        | 78             | 32             | 34             | 12             | —              | —              | 242            | 250            | 76             | 5e, division Est        | Non qualifiés                                      | Joe Crozier                          |
| 1974-1975        | 80             | 49             | 16             | 15             | —              | —              | 354            | 240            | 113            | 1er, division Adams     | 4-1 Black Hawks 4-2 Canadiens 2-4 Flyers           | Floyd Smith                          |
| 1975-1976        | 80             | 46             | 21             | 13             | —              | —              | 339            | 240            | 105            | 2e, division Adams      | 2-1 Blues 2-4 Islanders                            | Floyd Smith                          |
| 1976-1977        | 80             | 48             | 24             | 8              | —              | —              | 301            | 220            | 104            | 2e, division Adams      | 2-0 North Stars 0-4 Islanders                      | Floyd Smith                          |
| 1977-1978        | 80             | 44             | 19             | 17             | —              | —              | 288            | 215            | 105            | 2e, division Adams      | 2-1 Rangers 1-4 Flyers                             | Marcel Pronovost                     |
| 1978-1979        | 80             | 36             | 28             | 16             | —              | —              | 280            | 263            | 88             | 2e, division Adams      | 1-2 Penguins                                       | Marcel Pronovost Bill Inglis         |
| 1979-1980        | 80             | 47             | 17             | 16             | —              | —              | 318            | 201            | 110            | 1er, division Adams     | 3-1 Canucks 4-0 Black Hawks 1-4 Islanders          | Scotty Bowman                        |
| 1980-1981        | 80             | 39             | 20             | 21             | —              | —              | 327            | 250            | 99             | 1er, division Adams     | 3-0 Canucks 1-4 North Stars                        | Roger Neilson                        |
| 1981-1982        | 80             | 39             | 26             | 15             | —              | —              | 307            | 273            | 93             | 3e, division Adams      | 1-3 Bruins                                         | Jimmy Roberts Scotty Bowman          |
| 1982-1983        | 80             | 38             | 29             | 13             | —              | —              | 318            | 285            | 89             | 3e, division Adams      | 3-0 Canadiens 3-4 Bruins                           | Scotty Bowman                        |
| 1983-1984        | 80             | 48             | 25             | 7              | —              | —              | 315            | 257            | 103            | 2e, division Adams      | 0-3 Nordiques                                      | Scotty Bowman                        |
| 1984-1985        | 80             | 38             | 28             | 14             | —              | —              | 290            | 237            | 90             | 3e, division Adams      | 2-3 Nordiques                                      | Scotty Bowman                        |
| 1985-1986        | 80             | 37             | 37             | 6              | —              | —              | 296            | 291            | 80             | 5e, division Adams      | Non qualifiés                                      | Jim Schoenfeld Scotty Bowman         |
| 1986-1987        | 80             | 28             | 44             | 8              | —              | —              | 280            | 308            | 64             | 5e, division Adams      | Non qualifiés                                      | Scotty Bowman Craig Ramsay           |
| 1987-1988        | 80             | 37             | 32             | 11             | —              | —              | 283            | 305            | 85             | 3e, division Adams      | 2-4 Bruins                                         | Ted Sator                            |
| 1988-1989        | 80             | 38             | 35             | 7              | —              | —              | 291            | 299            | 83             | 3e, division Adams      | 1-4 Bruins                                         | Ted Sator                            |
| 1989-1990        | 80             | 45             | 27             | 8              | —              | —              | 286            | 248            | 98             | 2e, division Adams      | 2-4 Canadiens                                      | Rick Dudley                          |
| 1990-1991        | 80             | 31             | 30             | 19             | —              | —              | 292            | 278            | 81             | 3e, division Adams      | 2-4 Canadiens                                      | Rick Dudley                          |
| 1991-1992        | 80             | 31             | 37             | 12             | —              | —              | 289            | 299            | 74             | 3e, division Adams      | 3-4 Bruins                                         | Rick Dudley John Muckler             |
| 1992-1993        | 84             | 38             | 36             | 10             | —              | —              | 335            | 297            | 86             | 4e, division Adams      | 4-0 Bruins 0-4 Canadiens                           | John Muckler                         |
| 1993-1994        | 84             | 43             | 32             | 9              | —              | —              | 282            | 218            | 95             | 4e, division Nord-est   | 3-4 Devils                                         | John Muckler                         |
| 1994-1995        | 48             | 22             | 19             | 7              | —              | —              | 130            | 119            | 51             | 4e, division Nord-est   | 1-4 Flyers                                         | John Muckler                         |
| 1995-1996        | 82             | 33             | 42             | 7              | —              | —              | 247            | 262            | 73             | 5e, division Nord-est   | Non qualifiés                                      | Ted Nolan                            |
| 1996-1997        | 82             | 40             | 30             | 12             | —              | —              | 237            | 208            | 92             | 1er, division Nord-est  | 4-3 Senateurs 1-4 Flyers                           | Ted Nolan                            |
| 1997-1998        | 82             | 36             | 29             | 17             | —              | —              | 211            | 187            | 89             | 3e, division Nord-est   | 4-1 Flyers 4-0 Canadiens 2-4 Capitals              | Lindy Ruff                           |
| 1998-1999        | 82             | 37             | 28             | 17             | —              | —              | 207            | 175            | 91             | 4e, division Nord-est   | 4-0 Senateurs 4-2 Bruins 4-1 Maple Leafs 2-4 Stars | Lindy Ruff                           |
| 1999-2000        | 82             | 35             | 32             | 11             | 4              | —              | 213            | 204            | 85             | 3e, division Nord-est   | 1-4 Flyers                                         | Lindy Ruff                           |
| 2000-2001        | 82             | 46             | 30             | 5              | 1              | —              | 218            | 184            | 98             | 2e, division Nord-est   | 4-2 Flyers 3-4 Penguins                            | Lindy Ruff                           |
| 2001-2002        | 82             | 35             | 35             | 11             | 1              | —              | 213            | 200            | 82             | 5e, division Nord-est   | Non qualifiés                                      | Lindy Ruff                           |
| 2002-2003        | 82             | 27             | 37             | 10             | 8              | —              | 190            | 219            | 72             | 5e, division Nord-est   | Non qualifiés                                      | Lindy Ruff                           |
| 2003-2004        | 82             | 37             | 34             | 7              | 4              | —              | 220            | 221            | 85             | 5e, division Nord-est   | Non qualifiés                                      | Lindy Ruff                           |
| 2004-2005        | Saison annulée | Saison annulée | Saison annulée | Saison annulée | Saison annulée | Saison annulée | Saison annulée | Saison annulée | Saison annulée | Saison annulée          | Saison annulée                                     | Saison annulée                       |
| 2005-2006        | 82             | 52             | 24             | —              | 1              | 5              | 281            | 239            | 110            | 2e, division Nord-est   | 4-2 Flyers 4-1 Senateurs 3-4 Hurricanes            | Lindy Ruff                           |
| 2006-2007        | 82             | 53             | 22             | —              | 3              | 4              | 308            | 242            | 113            | 1er, division Nord-est  | 4-1 Islanders 4-2 Rangers 1-4 Sénateurs            | Lindy Ruff                           |
| 2007-2008        | 82             | 39             | 31             | —              | 3              | 9              | 255            | 242            | 90             | 4e, division Nord-Est   | Non qualifiés                                      | Lindy Ruff                           |
| 2008-2009        | 82             | 41             | 32             | —              | 4              | 5              | 250            | 234            | 91             | 3e, division Nord-Est   | Non qualifiés                                      | Lindy Ruff                           |
| 2009-2010        | 82             | 45             | 27             | —              | 4              | 6              | 235            | 207            | 100            | 1er, division Nord-Est  | 2-4 Bruins                                         | Lindy Ruff                           |
| 2010-2011 détail | 82             | 43             | 29             | —              | 9              | 1              | 245            | 229            | 96             | 3e, division Nord-Est   | 3-4 Flyers                                         | Lindy Ruff                           |
| 2011-2012        | 82             | 39             | 32             | —              | 4              | 7              | 218            | 230            | 89             | 3e, division Nord-Est   | Non qualifiés                                      | Lindy Ruff                           |
| 2012-2013        | 48             | 21             | 21             | —              | 2              | 4              | 125            | 143            | 48             | 5e, division Nord-Est   | Non qualifiés                                      | Lindy Ruff Ron Rolston               |
| 2013-2014        | 82             | 21             | 51             | —              | 5              | 5              | 157            | 248            | 52             | 8e, division Atlantique | Non qualifiés                                      | Ron Rolston Ted Nolan                |
| 2014-2015        | 82             | 23             | 51             | —              | 3              | 5              | 161            | 274            | 54             | 8e, division Atlantique | Non qualifiés                                      | Ted Nolan                            |
| 2015-2016        | 82             | 35             | 36             | —              | 4              | 7              | 201            | 222            | 81             | 7e, division Atlantique | Non qualifiés                                      | Dan Bylsma                           |
| 2016-2017        | 82             | 33             | 37             | —              |                |                | 201            | 237            | 78             | 8e, division Atlantique | Non qualifiés                                      | Dan Bylsma                           |
| 2017-2018        | 82             | 25             | 45             | —              |                |                | 199            | 280            | 62             | 8e, division Atlantique | Non qualifiés                                      | Phillip Housley                      |
| 2018-2019        | 82             | 39             | 10             | —              |                |                | 226            | 271            | 76             | 6e, division Atlantique | Non qualifiés                                      | Phillip Housley                      |
| 2019-2020        | 69             | 30             | 31             | —              |                |                | 195            | 217            | 68             | 6e, division Atlantique | Non qualifiés                                      | Ralph Krueger                        |
| 2020-2021 Détail | 56             | 15             | 34             | —              | 7              |                | 138            | 199            | 37             | 8e, division Est        | Non qualifiés                                      | Ralph Krueger Don Granato            |